# Danny Makkelie
Danny Desmond Makkelie (Willemstad, 1983. január 28. –) holland nemzetközi labdarúgó-játékvezető.

## Pályafutása

### 2012-es U19-es labdarúgó-Európa-bajnokság-döntő
| Időpont          | Helyszín | Mérkőzés típusa | Mérkőzés                          | Eredmény | Nőzőszám |
| ---------------- | -------- | --------------- | --------------------------------- | -------- | -------- |
| 2012. július 15. | Tallinn  | Döntő           | Spanyolország U19–Görögország U19 | 1 : 0    | 7,864    |

### 2020-as Európa-liga-döntő
| Időpont             | Helyszín | Mérkőzés típusa | Mérkőzés                            | Eredmény | Nőzőszám   |
| ------------------- | -------- | --------------- | ----------------------------------- | -------- | ---------- |
| 2020. augusztus 21. | Köln     | Döntő           | Sevilla FC–FC Internazionale Milano | 3 : 2    | Zárt kapus |